# Пастрмка охридска
Охридска пастрмка (лат. Salmo letnica) је ендемична слатководна риба која живи у Охридском језеру, а припада фамилији Salmonidae.
- Локални називи: летница, струшка пастрмка, охридска белавица

## Подврсте
Охридска пастрмка се јавља у три подврсте:
- Летница (лат. Salmo letnica Balcanicus) - мрести се зими.
- Струшка пастрмка(лат. Salmo letnica Typicus) - мрести се зими
- Охридска пастрмка (лат. Salmo letnica Aestivalis) - мрести се лети

## Опис и грађа
Охридска пастрмка се разликује од поточне пастрмке по пљоснатом телу, малој глави и звездастим сивим пегама по телу. Боја меса је код неких бела, а код неких ружичаста. 

## Навике, станиште, распрострањеност
Охридска пастрмка је ендемна рибља врста на Балкану и у Европи. Она је најближи предак врстама које су живеле на том подручју још од периода терцијара.
Охридска пастрмка стално борави у Охридском језеру. Дан проводи у дубини и на местима која су доста удаљена од обале, а на површину воде се диже тек увече, када лови мушице. Понекад приђе до саме обале, у плићак, тражећи храну на подводном биљу. 
Охридска белвица настањује само најдубља места у језеру и то до 200 м и мрести се зими као поточна пастрмка. Све ређе се лови, па се претпоставља да јој прети изумирање.
Охридска пастрмка је типична језерска врста, која врло успешно насељена педесетих и шездесетих година у Србији и то у Власинском језеру.

## Размножавање
Охридска пастрмка се мрести од марта до маја, а мелези настали укрштањем поточне и охридске пастрмке по телу имају наизменично распоређене црвене округле и сиве звездасте пеге као летница.